# Aéroport municipal d'Ada
Pour les articles homonymes, voir ADT.
L'aéroport municipal d'Ada (en anglais : Ada Municipal Airport) (code IATA : ADT • code OACI : KADH • code FAA : ADH) est un aéroport desservant la ville d'Ada, en Oklahoma, aux États-Unis.
Il est géré par la ville Ada.